# Margit Anna
Dans le nom hongrois Anna Margit, le nom de famille précède le prénom, mais cet article utilise l’ordre habituel en français Margit Anna, où le prénom précède le nom.
Margit Anna, née Margit Sichermann le 23 décembre 1913 à Borota, alors en Autriche-Hongrie, et morte le 3 juin 1991 à Budapest, est une peintre hongroise. Elle était l’épouse du peintre Imre Ámos et la mère du sculpteur Vladimir Péter. Elle s'est formée à l'École graphique du Cercle des amis des arts de l'Association nationale hongroise pour l'éducation israélite (OMIKE) sous la direction de Béla Kreisel. Elle se lie d'amitié avec Éva Balla-Falus, une camarade de classe avec qui elle partage sa passion pour l'art.